# Лицар

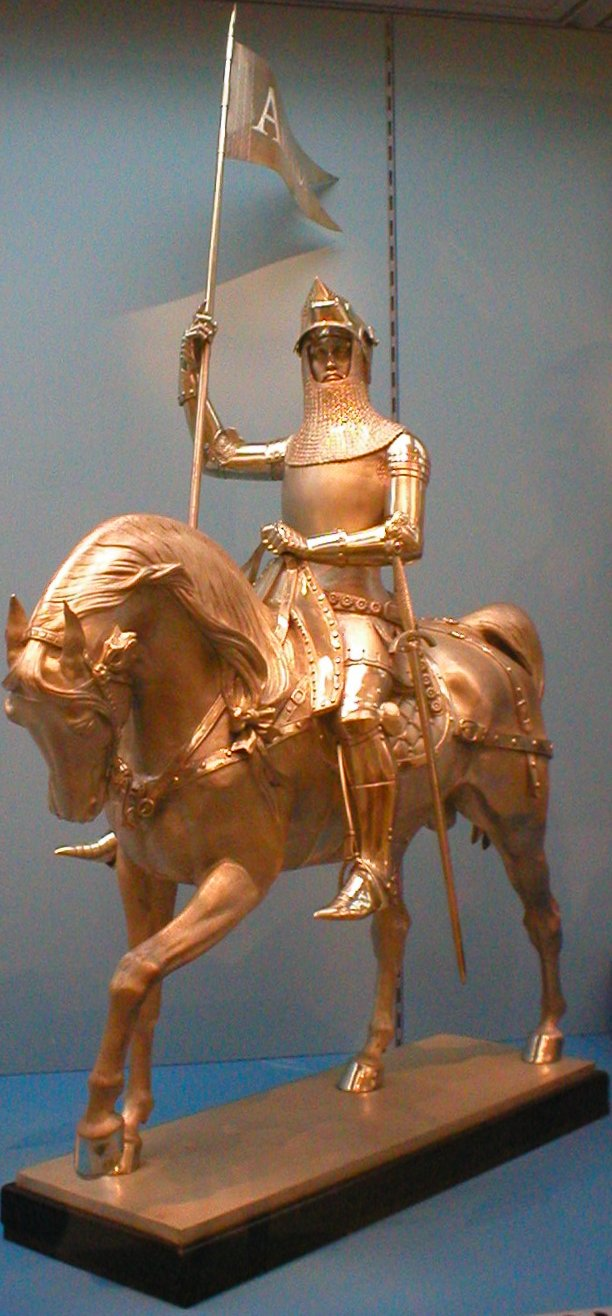
Статуетка лицаря.

Ли́цар або ри́цар (пол. rycerz, від нім. Ritter, «вершник»; лат. miles, caballarius, фр. chevalier, англ. knight, італ. cavaliere) — середньовічний шляхетський титул в Європі.
Лицарство виникло у франків у зв'язку з переходом у VIII ст. від народного пішого війська до кінного війська васалів. Піддавшись впливу церкви та поезії, воно виробило моральний та естетичний ідеал воїна, а в епоху Хрестових походів, під впливом виниклих тоді духовно-лицарських орденів, замкнувся у спадкову аристократію, що усвідомлювало себе міжнародним військовим орденом. Посилення державної влади, перевага піхоти над кіннотою, винахід вогнепальної зброї та створення постійного війська до кінця Середньовіччя перетворили феодальне лицарство в політичний стан титулованої знаті.
Епоха лицарів, а разом з нею й головні атрибути: обладунки, зброя, поєдинки — залишилися далеко в минулому. У сучасному світі лицаря, в історичному розумінні цього явища, можна зустріти лише на сторінках книг, у фільмах, або як історичний символ. Попри дані тенденції, певні аспекти «лицарської епохи» збереглися і в сучасній дійсності, а саме, якості лицарів, які проєктуються на чоловіків: честь, благородство, сила, доброта, здатність захистити слабких.

## Етимологія
Слово «рицар» (від нім. Ritter, «воїн-вершник») прийшло в українську мову за посередництвом старопольської та чеської. Воно фіксується в пам'ятках з останньої чверті XIV століття: і в польському (рицерз), і в чеському (ритірж) варіантах. Первісно рицарями називали рядових дружинників, двірських слуг або й заможних селян, котрі утримували земельний наділ під умовою виконання збройних послуг у війську господаря. Служба такого типу звалася «боярською» або «рицерською» й протиставлялася «тяглій», землеробській (власне селянській) службі. Рицарем міг стати кожний, хто мав змогу озброїтись на власний кошт і, звичайно, був готовий ризикувати життям. Поступово рицарі обросли пільгами й привілеями, що піднесло їхній соціальний престиж, збільшуючи відстань між ними й простолюдом, а військова служба перетворилася на родинний фах. Відтоді визначення — «боярин» чи «рицер» — щодалі частіше доповнювалося предикатом «шляхетний».

## Виникнення

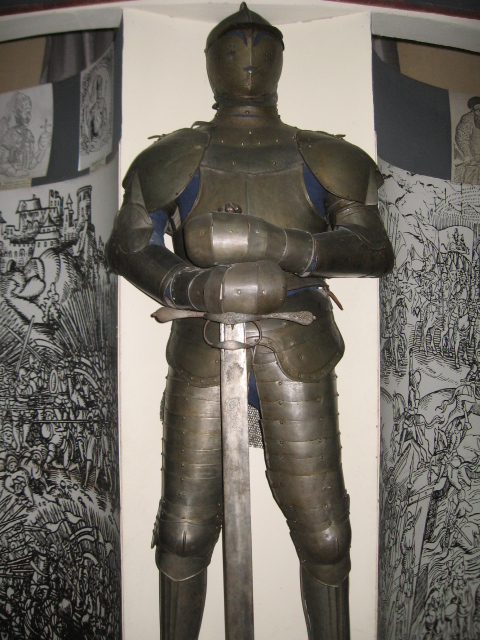
Експонат музею.

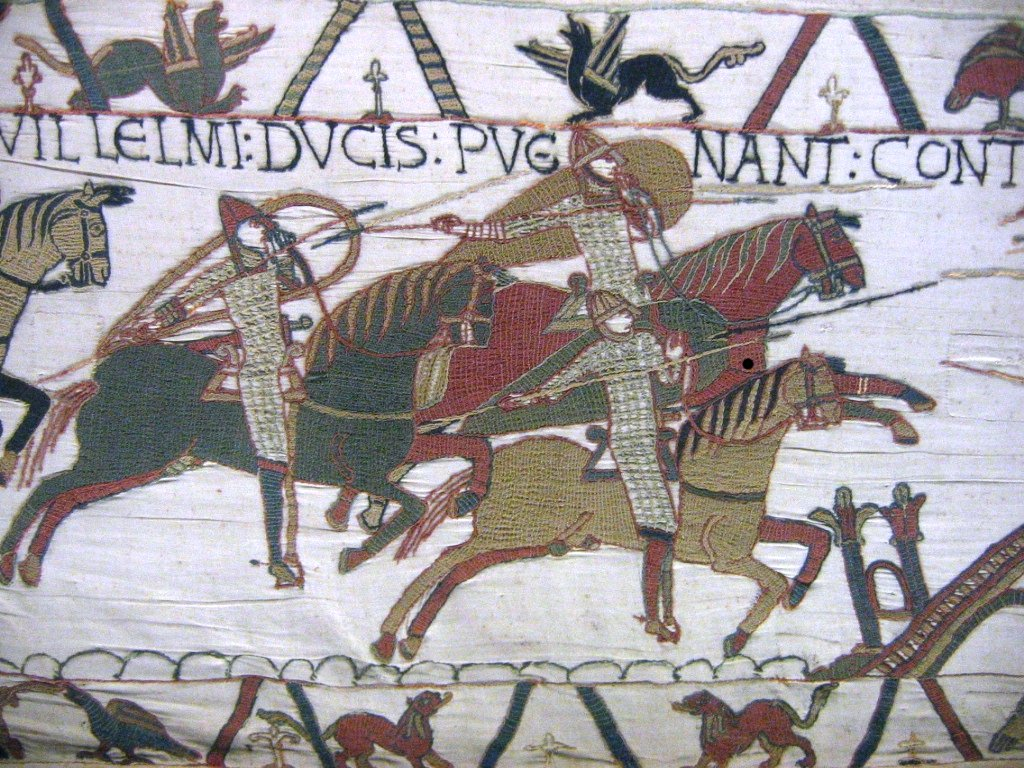
Лицарська кіннота в битві при Гастінгсі

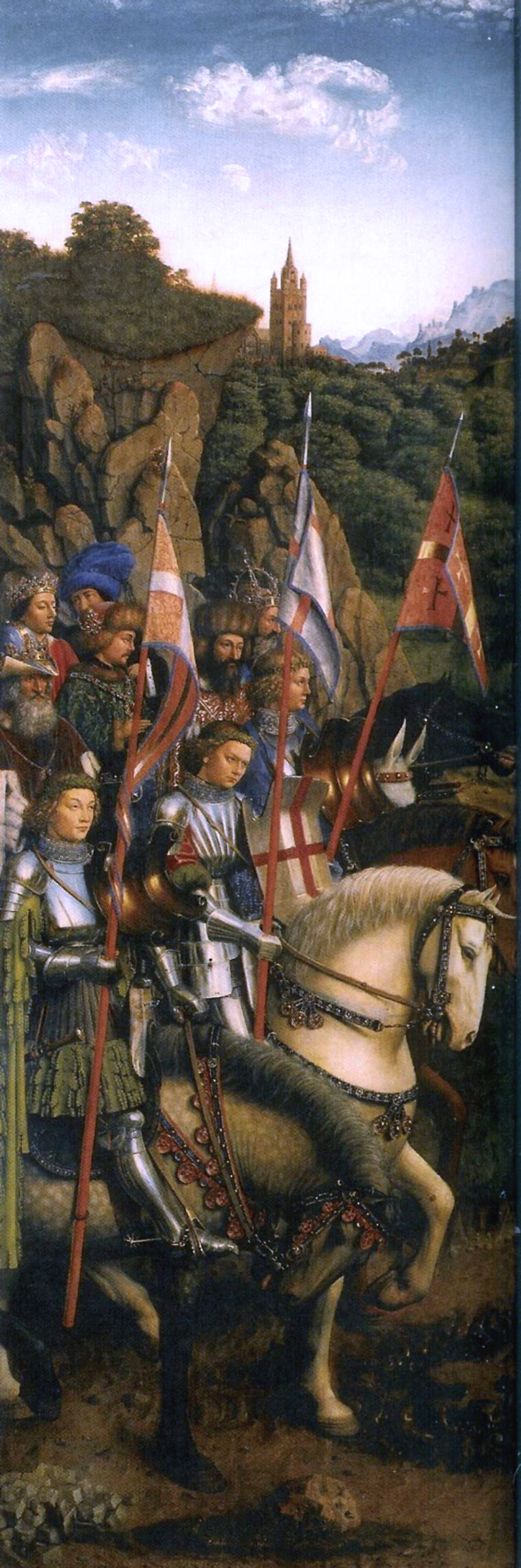
Лицарі на марші
(фрагмент вівтаря собору Св. Бавона в Генті, розписаного Яном ван Ейком, 1426—1432)

Предтечею лицарів як стану якоюсь мірою є стан Еквітів (вершників) в Стародавньому Римі. Хоча коріння цього феномену, все ж, сягає германських етносів, що знищили Рим.
Принципова зміна способів ведення війни та організації суспільних відносин в Європі пов'язана з падінням Римської імперії під натиском кочівників зі сходу в ході Великого переселення народів у IV—VII століттях. Важке озброєння сарматської кінноти і довгий прямий
меч зі зварної сталі гунського типу є очевидними прототипами озброєння середньовічних лицарів Європи.
Оскільки саме кочівники (перш за все сармати і остготи) склали панівну верству суспільства після розпаду союзу під керівництвом гунів, першоджерелом відмінностей європейської лицарської культури Середньовіччя від культури античності логічно вбачати в кочовій культурі прибульців. Однак, зважаючи на їхню відносну нечисленність, знадобилися століття на поширення її впливу в ході синтезу з місцевою основою.
Найпершими лицарями як відомо були Лицарі Круглого столу на службі у Король Артура І, які жили у V столітті [джерело?].
У франків, у збройних силах яких ще в VII столітті переважало піше військо, кінноту становили дружинники короля (антрустіони). Лицарство проявило себе у Франкській державі у першу чергу під час нападу арабів, які разом з християнськими комітатами Іберійського півострова (ті перейшли на бік арабів) проникли в Галлію. У Галлії вільним селянам було несила нести кінну службу у довгих походах, і Каролінгам для створення кінноти довелося спиратися на сеньйорат (на панів).
Потреба у вершниках при Карлі Мартелі і його синах спонукала королів роздати церковні землі на умовах прекарію. Карл Мартелл роздавав церковні землі своїм дружинникам і вимагав від них кінної служби. Потім на тих же умовах почали роздавати і королівські землі як бенефіції. Із VIII ст. у стані дружинників з'являються васи, васали. Вільна, але (через брак власности) нездатна до несення кінної служби людина могла як васал отримати бенефіції — або як осіла (Hintersasse) — ділянку орної землі. Наділення орною землею мало господарські цілі, роздача бенефіцій — військові. У васальні відносини ставали почасти вільні люди, почасти невільні. Вільний ставав васалом шляхом комендації (manibus iunctis se tradit) і приносив своєму сеньйору присягу на вірність (per sacramentum fidelitas promittitur).
Наприкінці VIII ст. присяга на вірність вимагається й від невільних (servi), які отримували бенефіції чи посади (ministeria) або ставали васалами. Карл Великий ще застосовував у своїх війнах піхоту. Людовік I і Карл II збирали в похід лише кінноту.
865 року від власника 12 гуфів землі вимагали мати кульчугу або панцир, тобто приналежності важкої кінноти; легка кіннота мала бути зі списом, щитом, мечем і луком. Нижче за панцирних лицарів вільного стану (milites) стояли легкоозброєні вершники, невільні за походженням (vavassores, caballarii). З оброчного населення можна було піднятися в міністеріали, отримавши посаду при дворі сеньйора, нести службу легкоозброєного вершника, а потім, заслуживши відповідний бенефіцій, перейти у важку кінноту і стати лицарем. Таким шляхом з середовища невільних виділився привілейований клас дворових слуг (vassi, servi ministeriales, pueri) при багатих феодалах. З розвитком ленної системи міністеріали отримували лен і залучалися до лицарської служби.

### У Німеччині
У Німеччині міністеріали з XI століття становлять особливий стан динстманів (Dienstmannen), що стоять вище від містян і вільного сільського населення, але нижче від вільних лицарів. Ознакою їхнього невільного стану була неможливість кинути службу за бажанням. Переваги стану міністеріалів спонукали вільних, а з середини XII ст. навіть знать, добровільно підкорятися сеньйорам на правах міністеріалів. Це підвищувало положення класу в громадській думці. Перше місце серед міністеріалів належало динстманам короля і духовних князів (Reichsdienstmannen), далі йшли міністеріали світських князів. Прелати, не рівні князям, і вільні феодали-не князі тримали, якщо і не динстманів, то все-таки невільних лицарів, що стояли нижче міністеріалів. У південній та західній Німеччині такі milites (eigene Ritter) зустрічалися навіть на службі у тих же динстманів. В Австрії та Штирії герцогським динстманам вдалося в другій половині XIII ст. зрівнятися з місцевою знаттю (вони стали Dienstherren), їх місце, як динстмани, зайняли невільні лицарі (Eigenmannen). У північній Німеччині, де князі роздавали лени переважно динстманам, знать із середини XII ст. стала масами переходити в міністеріали. Право з'являтися в графському суді і бути шефеном з середини XIII ст. скрізь визнане за динстманами. У XIV столітті цілком забуте їх невільне походження, пам'ять про яке до XV ст. збереглася для eigene Ritter. У XII ст. вільні лицарі і лицарі-міністеріали розрізнялися як ordo equestris maior et minor. Перехід нових шарів невільних класів або вільного, але не військового населення в лицарство був затриманий у середині XII ст. Починаючи з Гогенштауфенів, німецьке лицарство замикається в спадковий стан. Постанова Фрідріха I від 1156 року (Constitutio de раси tenenda) забороняла селянам носити спис і меч, навіть купець не сміє оперізуватися мечем, а повинен прив'язувати його до сідла. Ця конституція вводить і поняття про лицарське походження (Ritterbürtigkeit), miles (вершник) має право на поєдинок, якщо може довести своє лицарське походження (quod antiquitus cum parentibus suis natione legitimus miles existat). Відповідно до «Саксонського Дзеркала», в істинного лицаря (von ridderes art) вже батько і дід повинні були бути лицарями. Інша конституція Фрідріха I (Constitutio contra incendiarios, 1187 — 88 років) забороняла синам священиків, дияконів і селян оперізуватися мечем за лицарським звичаєм.

### У Франції
У Франції знатними людьми вважалися власники земель, тобто феодів (fief-terre), другою ознакою знатності стало допущення до посвячення в лицарі. Хоча прості люди і потрапляли іноді у лицарі — проте переважало правило, що в лицарі посвячували власника лену. Наділені ленами міністеріали, тобто люди невільних станів (sergent fieffé, serviens), прирівнювалися до вавасорів, тобто до нижчої знаті. Поки володіння феодом було головною ознакою знатності, містяни і навіть селяни могли набувати її простою купівлею ленів. У кінці XIII століття купівля феодів незнатними людьми була ускладнена важким податком (droit de franc-fief), але в цей час у знать можна було потрапляти і через «дарування» (lettre d'anoblissement) суверена, право «дарування» знатності стало привілеєм короля.

### В Англії
В Англії право посвячувати в лицарі (knight) дуже рано стало прерогативою корони. Генріх III і Едуард I вимагали обов'язкового посвячення в лицарі від будь-якого ленника, що володів щорічним доходом із землі не нижче 20 фунтів. Факт володіння леном узяв верх над походженням особи.
Вплив церкви на військовий стан йшов спочатку через присягу на вірність, потім через присягу Земному або Божому світу, нарешті — через обряд освячення зброї перед врученням його воїнові, коли він досягав зрілості. «Вірність» передбачає виконання християнського обов'язку служити Богові, дотримання сувереном миру по відношенню до церков, вдів, сиріт, обов'язок дотримуватися справедливості тощо. Земний і Божий світ (treugaіpax), скріплюють присягу, що встановлюється суверенами і соборами. Pax охороняє від насильств все невійськове населення — кліриків, жінок, купців, селян, а treuga обмежує чвари між самими лицарями.

### В Україні
Представники рицарського класу в Україні з'явилися ще у часи Руської держави та Руського королівства.
В цей час західно-європейські джерела згадують про участь лицарів-українців у турнірах, які влаштовували різні європейські королі. Наприклад, поема ХІІ ст. «Сад троянд» повідомляє про «Гартніта і Гартунга з Русі» на турнірі у Вормсі.
Про звичай руських (давньоукраїнських) дружинників прикрашати бойові щити геральдичними кольорами або гербами повідомляє «Слово о полку Ігоревім», Іпатівський літопис, Радзивіллівський літопис та багато інших історичних писемних джерел.
В іншій європейській епічній поемі ХІІІ ст. «Ортніт» одним із головних героїв виступає лицар Ілля з Русі («Iliaz von Reuzzen»), чорний стяг якого прикрашало зображення Золотого Лева.
Таке ж зображення з підписом Герб Королівства Русі-України зустрічаємо в більшості європейських гербовників починаючи з ХІІІ ст.
Золотий лев на чорному або синьому полі витісняє різноманітні варіації зображення Тризуба, як герба Королівства Русі, починаючи з правління Короля Данила.
Відомий також факт, коли на службу до Короля Данила під час походу у Гори Угорські приєдналася ціла хоругва лицарів гербу Сас. «…Початок роду гербу Сас — із Саксонії, тому так і називається. З Саксонії Драго-Саси пішли в хрестовий похід, а потім були на Уграх, звідки прибули на службу до руського князя Данила, а потім його сина Лева. Осівши в Руській землі, завели сім'ї та в різних родах тим гербом послуговувалися», писав у 1584 р. польський хроніст Бартош Папроцький. 
Згодом Саси асимілювалися (ймовірно, з бойками) та стали називатись найчисельнішим руським лицарським родом.
З середини 14-того ст. руське (українське) лицарство як клас починає підійматися, і Золотою Добою руського лицарства стає період 1360—1450 рр., коли руські лицарі нічим не поступаються європейським ні в битвах (Сині води 1362, Зимовий похід 1396, битва на Ворсклі 1399, битва при Грюнвальді 1410, тощо), ні в нобилітаті. Лицарі отримують право збирати свій сеймик та фактично здійснюють паралельне королівському самоврядування, що чітко прослідковується у конфедерації 1446 року. Яскравими представниками лицарства, які активно відтворюються у сучасності, є учасники Грюнвальдської битви 1410 року.
На жаль, нам поки багато невідомо з ритуалів посвячення та традицій українського лицарства.
Багато дослідників порівнюють українські козацькі війська, зокрема Військо Запорізьке, з лицарськими орденами Європи періоду Середньовіччя, навіть називають православним лицарським орденом Європи.
Запорозька Січ — подібно до середньовічних лицарів була пов'язана узами общини (societas), віри (religio) та покликання (vocatio) або мети.
В період розквіту Гетьманщини, розвиваються досить тісні зв'язки між лицарями Мальтійського ордену та Запорізькою Січчю. Хоча офіційно Мальтійський Орден на українських землях з'явився 1609 року, контакти мали місце й раніше. Князь Дмитро Вишневецький, який заснував Запорізьку Січ, розбудовував її за зразком Мальтійського Ордену.
З 1609 року, на території сучасної України, Мальтійський Орден мав Волинське пріорство, створене на землях князя Януша Острозького, який заповів Орденові свій маєток. Польський Сейм офіційно дозволив створення Волинського Пріорства. Дослідники кажуть, що багато козаків належали до цього лицарського ордену. «Мальтійцями» (членами ордену) також було багато представників української шляхти, деякі з них навіть заповідали свої маєтків на території України ордену.

## Культура середньовіччя
Лицарська культура виробляється у феодальному середовищі. Сам стан феодалів був неоднорідним. Нечисленну еліту феодального класу утворювали найбільші землевласники — носії гучних титулів. Ці найбільш родовиті і шляхетні лицарі були на чолі своїх дружин, часом справжніх армій. Лицарі рангом нижче служили в цих дружинах зі своїми загонами, які з'являлись на перший поклик пана. На нижніх рівнях лицарської ієрархії стояли безземельні лицарі, все надбання яких перебувало у військовій виучці і зброї. Багато з них мандрували, примикаючи до загонів тих або інших ватажків, стаючи найманцями, а нерідко займалися грабунком.
Військова справа була прерогативою феодалів і вони робили все, щоб максимально не допустити участі в битвах «грубих мужиків». Часто заборонялося носіння зброї і верхова їзда «базарним торговцям, селянам, ремісникам і чиновникам». Бували випадки, коли лицарі відмовлялися брати участь в битвах разом з простолюдинами і взагалі з піхотою.

### Рицарський кодекс
Лицарств  разом з багатьма представниками церкви витворило власний кодекс етичних норм і звичаїв.
Згідно з цим кодексом, лицар повинен:
- діяти згідно з Євангелієм;
- бути доблесним;
- будь-якою ціною боронити свою честь;
- завжди дотримувати слова;
- зберегти вірність «дамі свого серця»;
- ставати на оборону слабших;
- не змінювати віру;
- стояти до останнього під час штурму замку.

### Лицарське виховання
Згідно з поширеними в лицарському середовищі уявленнями, справжній лицар повинен був походити з хорошого роду. Поважаючий себе лицар посилався для підтвердження свого шляхетного походження на гіллясте генеалогічне дерево, мав родовий герб і родовий девіз. Приналежність до стану передавалася у спадок, в окремих випадках у лицарі посвячували за виняткові військові подвиги. Суворість правил стала порушуватися в процесі розвитку міст — цей привілей стали все частіше купувати.
У різних країнах існували схожі системи виховання лицарів. Хлопчика вчили верховій їзді, володінню зброєю — насамперед мечем і списом, а також боротьбі і плаванню. Він ставав пажем, потім зброєносцем при лицарі. Лише після цього юнак удостоювався честі пройти через обряд посвячення в лицарі. Існувала і спеціальна література, присвячена лицарським «мистецтвам». Майбутнього лицаря навчали, крім іншого, і прийомам полювання. Воно вважалося другим після війни заняттям, гідним лицаря.
У лицарів вироблявся особливий тип психології. Ідеальний лицар зобов'язаний володіти безліччю чеснот. Він повинен був бути зовні красивий і привабливий. Тому спеціальна увага приділялася поставі, одягу, прикрасам. Лати і кінська упряж, особливо парадні, були справжніми витворами мистецтва. Від лицаря вимагалась фізична сила, інакше він просто не зміг би носити лати, що важили до 25-35 кг. Лати починають втрачати свою роль тільки з винаходом вогнепальної зброї.
Від лицаря очікувалося, що він буде постійно піклуватися про свою славу. Свою доблесть треба було весь час підтверджувати, і багато які лицарі знаходилися в постійному пошуку можливостей для цього. «Коли тут війна, я тут залишуся», — говорить лицар в одній з балад поетеси Марії Французької. Нічого незвичайного не було в тому, щоб помірятися силою з незнайомим суперником, якщо той хоч чим-небудь викликав незадоволення. Організовувалися спеціальні лицарські турніри. У XI–XIII ст. виробилися правила лицарських поєдинків. Так, їх учасники повинні були користуватися однаковою зброєю. Частіше за все спочатку суперники мчали один на одного зі списом напереваги. Якщо списи ламалися, бралися за меч, потім за булаву. Турнірна зброя була тупою, і лицарі старалися лише вибити суперника з сідла. При проведенні турніру після численних індивідуальних поєдинків, які могли продовжуватися декілька днів, влаштовували головне змагання — імітацію битви двох загонів. Лицарські поєдинки стали складовою частиною битв в нескінченних феодальних війнах. Такий поєдинок відбувався перед боєм, єдиноборство завершувалося смертю одного з лицарів. Якщо поєдинок не проводився, то вважалося, що бій початий «не за правилами».
Серед лицарства була розвинена станова солідарність. Історія знає немало прикладів істинно лицарської поведінки. Під час війни між франками і сарацинами один з найкращих лицарів Карла Великого на ім'я Ож'є викликався на поєдинок з лицарем сарацин. Коли ж Ож'є хитрістю взяли в полон, його противник, не схвалюючи таких прийомів, сам здався франкам, щоб ті могли обміняти його на Ож'є. Під час однієї з битв в ході хрестових походів Річард Левове Серце виявився без коня. Його суперник Сайф-ад-Дин послав йому двох бойових коней. У тому ж році Річард звів сина свого суперника в лицарське достоїнство.

## Ритуал посвячення в лицарі
Див. також Посвячення в лицарі

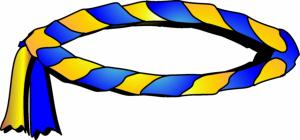
Тортільйон баннерета

Вже за часів Тацита вручення зброї молодому германцеві в присутності народних зборів означало визнання його повнолітнім; зброю вручав хто-небудь з вождів племені, або батько, або родич юнака. Карл I Великий в 791 р. урочисто оперезав мечем свого 13-річного сина Людовика, a Людовик — свого 15-річного сина Карла. Цей німецький звичай ліг в основу середньовічного посвячення в лицарі, як в члени військового стану, але був прикритий римським терміном — зведення в лицарі в середньовічних латинських текстах позначалося словами «надіти військовий пояс» (лат. cingulum militare).
Лицарем довгий час міг стати кожний. Спочатку в лицарі приймали (за німецькою традицією) з 12-ти, 15-ти, 19-ти років; проте в XIII столітті помітно прагнення відсунути його до повноліття, тобто до 21-го року. Посвячення найчастіше відбувалося у свята Різдва, Великодня, Вознесіння, П'ятидесятниці. Звідси з'явився звичай «нічної варти» напередодні присвяти ( veillée des armes). Кожен лицар міг посвячувати в лицарі, але найчастіше це робили родичі присвячуваного, сеньйори, королі та імператори прагнули затвердити це право винятково за собою.
У XI — XII ст. до німецького звичаю вручення зброї додалися спочатку тільки обряд підв'язування золотих шпор, одягання кольчуги і шолома, ванна перед одяганням. Colée, тобто удар долонею по шиї, увійшов у вжиток пізніше. До кінця обряду лицар вскакував, не торкаючись стремена, на коня, скакав галопом і ударом списа вражав манекени (quintaine), закріплені на стовпах. Іноді самі лицарі зверталися за освяченням зброї до церкви; таким чином став проникати в обряд християнський мотив.

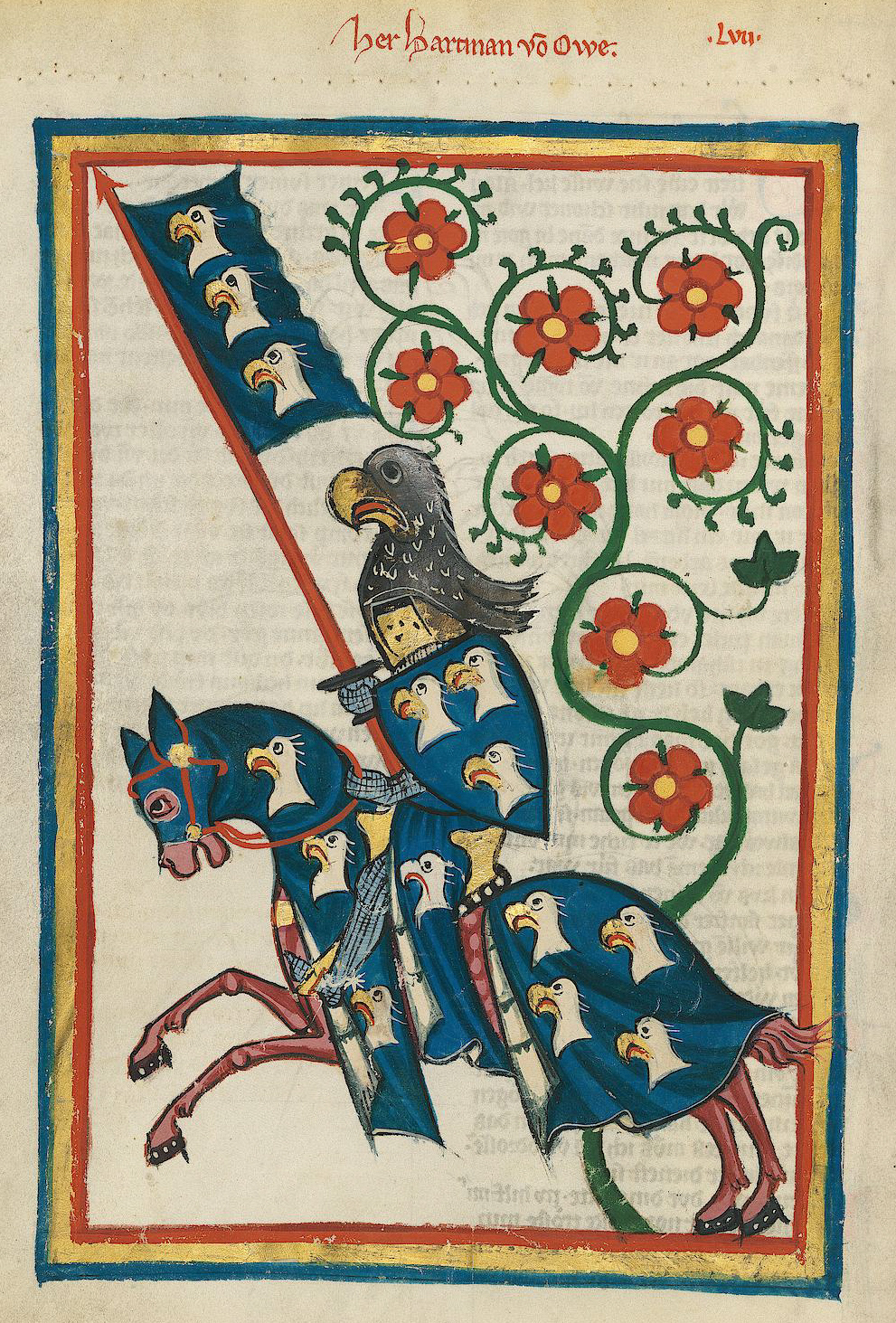
Ідеалізоване зображення середньовічного лицаря: Гартман фон Аує

Під впливом церкви, німецький військовий обряд стає спочатку релігійним, коли церква тільки благословляла меч (bénir l'epée, в XII ст.), а потім і прямо літургійним, коли церква сама опоясує лицаря мечем (ceindre l'epée, в XIII ст.). У стародавніх єпископських обрядниках розрізняють Benedictio ensis et armorum (благословення зброї) від Benedictio novi militis (посвята лицаря). Найдавніші сліди посвячення лицаря церквою знайдені в римській рукописі початку XI ст., але потім до XIII ст. немає слідів Benedictio novi militis; можна думати, що цей обряд виник у Римі і поширився звідти.

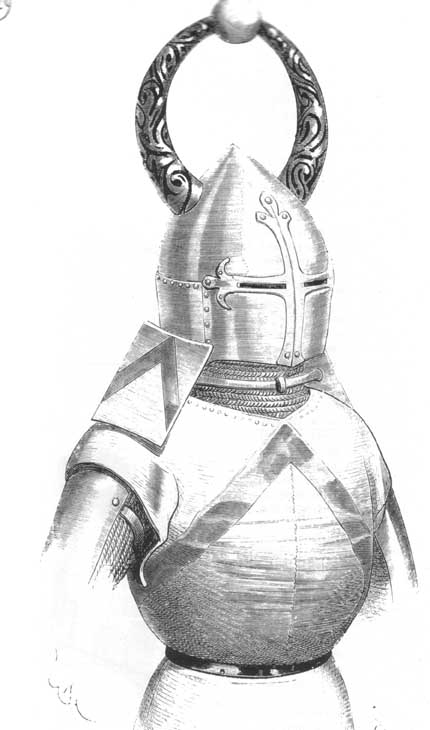
Гербові наплічник і погони ailettes, що носилися лицарями до появи справжніх металевих наплічників, у зв'язку з тим що вони, як і тодішні щити, були зроблені з дерева і шкіри, і носили їх, у основному, на турнірах і парадах — на відміну від справжніх погонів служили лише для носіння гербів

Удар при посвяченні в лицарі вперше згадується на початку XIII століття а у Ламберта Арденського (Lambertus Ardensis), в історії графів де Ґінь і д'Ардре. Алапа проникла і в церковний обряд Benedictio novi militis. За єпископським обрядником Гільома Дюран, єпископ, після Служби Божої, приступає до благословення меча, який оголеним лежить на жертівнику, потім єпископ бере його і кладе в праву руку майбутньому лицареві; нарешті, вклавши меч у піхви, опоясує посвяченого, зі словами:«Accingere gladio tuo super femur etc.»(хай буде підперезано стегна твої мечем); по-братському цілує нового лицаря і даєalapa, у вигляді легкого дотику рукою; старі лицарі прив'язують новому шпори; все кінчається врученням прапора.
Лицарський удар поширювався у Франції з півночі. Сучасники бачили в ньому випробування смирення. Для невільних вершників прийняття в лицарі було рівносильне звільненню, а тому, ймовірно, саме при їх посвяченні і з'являється впершеcolée- удар, який треба в такому випадку зіставити з римською формою звільнення per vindictam, зберігався до VIII ст. (Формула відпущення раба на волю в церкві складена за формулою звільнення per vindictam; в англо-норманському праві знаходимо звільнення на народних зборах графства шляхом вручення зброї).

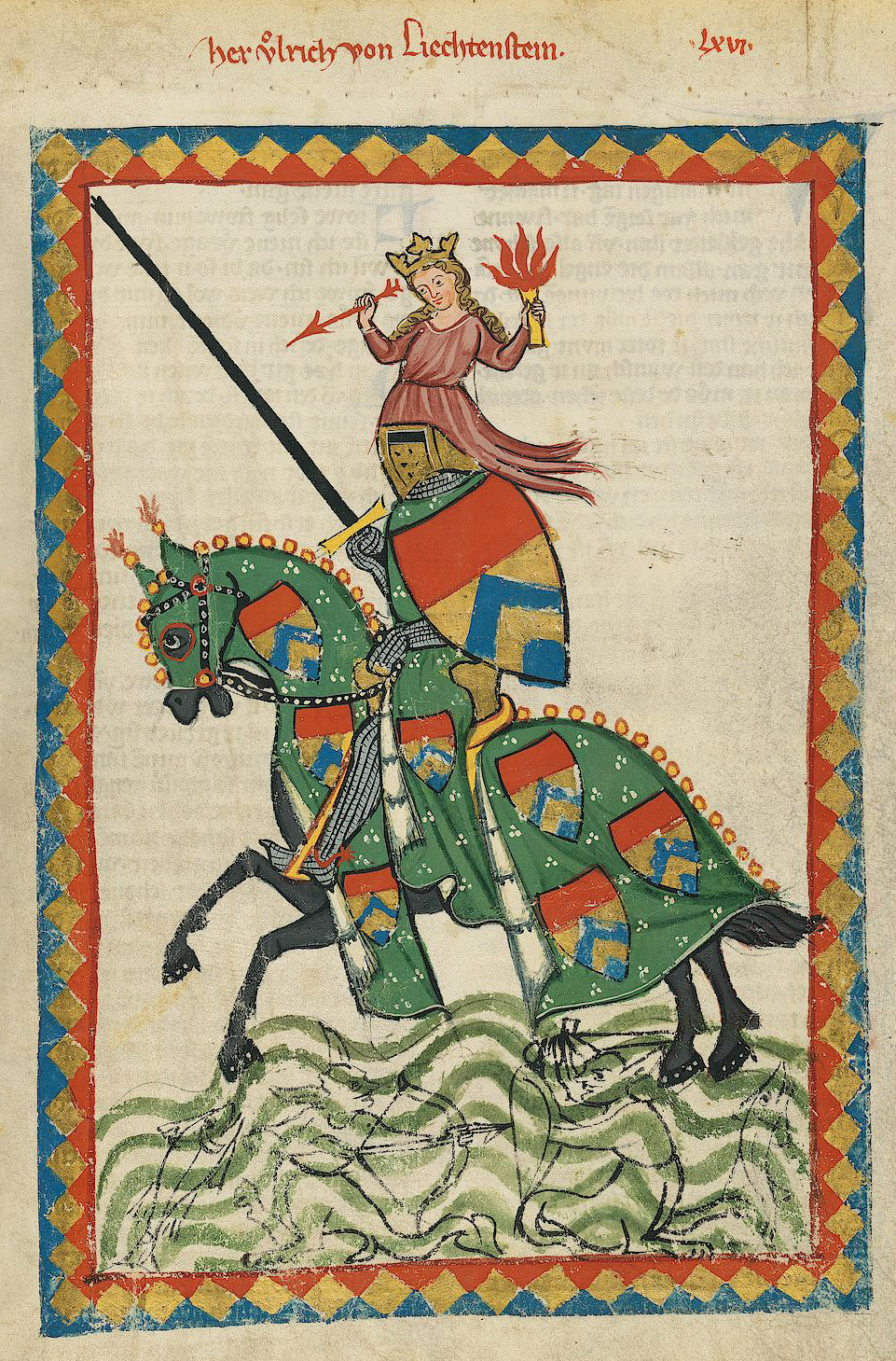
… і Ульріх фон Ліхтенштейн, Манесський кодекс (Codex Manesse)

У Німеччині стародавнім обрядом при посвяченні в лицарі є лише оперізування мечем при досягненні повноліття (Schwertleite); існування «удару» (Ritterschlag) до XIV ст. не доведено. Графа Вільгельма Голландського не було ще посвячено у лицарі, коли 1247 року його обрали римським королем.
У Йоганна Бекі (близько 1350 р.) зберігся опис його посвячення в лицарі шляхом удару. Лицар мав бути «miles»: тобто magnanimus (великодушний), ingenuus (вільнонароджений), largifluus (щедрий), egregius (доблесний), strenuus (войовничий). Лицарська присяга (votum professionis), між іншим, складала:
- щодня слухати обідню,
- піддавати життя небезпеці за католицьку віру
- охороняти церкви і духовенство від грабіжників
- охороняти вдів і сиріт
- уникати несправедливою середовища і нечистого заробітку
- для порятунку безневинного йти на поєдинок
- відвідувати турніри тільки заради військових вправ
- шанобливо служити імператорові в мирських справах
- не відчужувати імперських ленів
- жити бездоганно перед Господом і людьми

Поширення в Німеччині colée (удару) могло бути у зв'язку з французьким впливом при Карлі IV. Лицарський удар тепер отримував той, хто вже раніше володів зброєю, тоді як у старі часи вручення зброї при повнолітті і посвячення в лицарі завжди збігалися. Просте вручення зброї залишилося обов'язковим для кожного воїна; урочисте освячення меча, золотої шпори і «удар» стали ознакою прийняття воїна в лицарський орден. Молодий мужчина, що отримав зброю, стає зброєносцем (scutarius, Knappe, Knecht, armiger, écyyer). Однак, оскільки лицарство в соціальному відношенні замкнулося у вищий шар військової знаті, то зі «зброєносців» стають лицарями лише сини лицарів (chevalier, Ritter, knight); невільні, підвищуючись і отримуючи важке лицарське озброєння — не називаються тепер лицарями, а потрапляють до кола знаті як нижчий її шар під тим же ім'ям «зброєносців», яке сини лицарів (Edelknecht, armiger nobilis) носять тимчасово, перед посвяченням у члени ордену. Лицарство стає не стільки установою, скільки — за прикладом Франції — ідеалом для всього військового стану Середньовіччя. Тому не в анналах, а в поезії найяскравіше закарбувалися образи лицарів.

## Економіка
Жили лицарі за рахунок земельних наділів та відсотку з трофеїв. На прикладі IV хрестового походу, згідно де Віллардуена, частка здобичі підрозділу лицаря співвідносилась як {\displaystyle 1} — {\displaystyle 1 \over 2} — {\displaystyle 1 \over 4} (лицар — кінний зброєносець — піший зброєносець).

## Позбавлення Лицарського звання
- Див. також Позбавлення лицарського звання

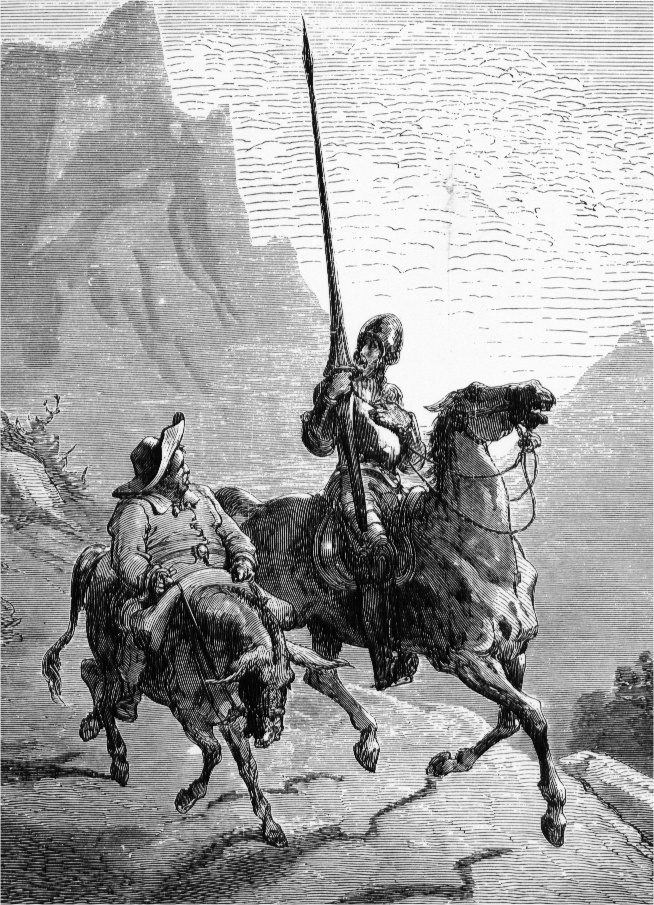
Дон Кіхот і Санчо Панса

Крім церемонії посвячення в лицарі, існувала також і процедура позбавлення лицарського звання, що звичайно (але не обов'язково) завершувалось передачею колишнього лицаря до рук ката.
Церемонія відбувалася на ешафотi, на якому був повішаний зворотним боком щит лицаря (обов'язково із зображеним на ньому особистим гербом), і супроводжувалася співом заупокійних молитов хором з дюжини священиків.

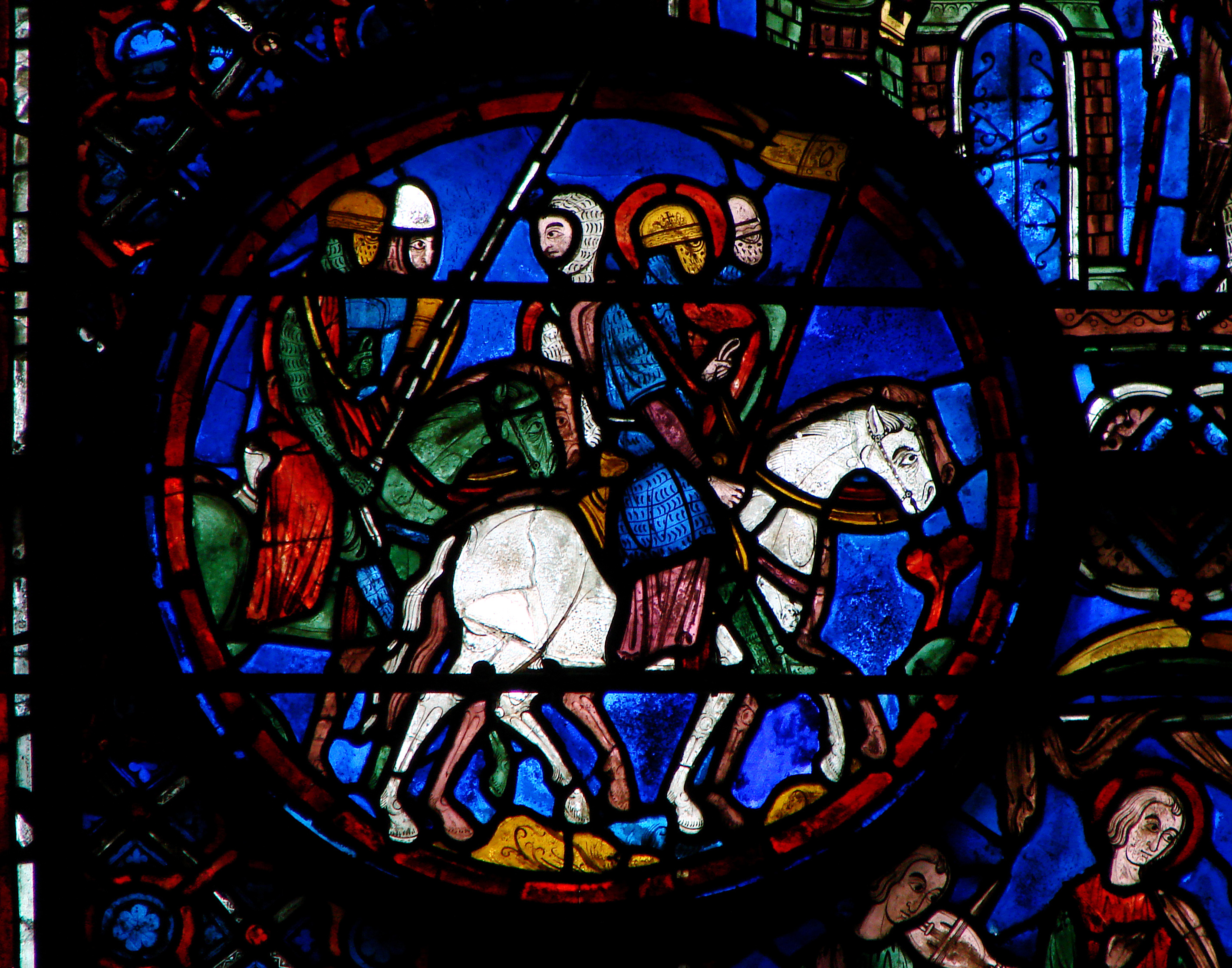
Вітражі Шартрського собору, Франція

У ході церемонії з лицаря у повному обладунку після кожного проспіваного псалма знімали будь-яку частину лицарських обладунків (знімали не тільки зброю, але й наприклад шпори, які були атрибутом лицарської гідності). Після повного викриття і ще одного заупокійного псалма розбивали на три частини особистий герб лицаря (разом зі щитом, на якому він зображений). Після чого співали 109-й псалом царя Давида, що складається з набору проклять, під останні слова якого геральд (а іноді особисто сам король) виливав на колишнього лицаря холодну воду, символізуючи очищення. Потім колишнього лицаря спускали з ешафота за допомогою шибениці, петля якої була пропущена під пахвами. Колишнього лицаря під улюлюкання натовпу вели до церкви, де по ньому проводили справжню заупокійну службу, після закінчення якої його передавали в руки ката, якщо йому не було присуджено за вироком інше покарання (усе могло обмежитися позбавленням лицарської гідності). Після виконання вироку (наприклад, страти), геральди на повний голос оголошували дітей (чи інших спадкоємців) «підлими (дослівно Віланами фр. vilain, позбавленими чинів, які не мають права носити зброю і з'являтися і брати участь в іграх і турнірах, дворі і на королівських зборах, під страхом бути роздягненими догола і висіченими різками, подібно віланам і народженим від неблагородного батька». Особливо страшним таке покарання було для німецьких міністреалісів, оскільки вони, навіть будучи лицарями (з приставкою фон), формально вважалися кріпаками, і позбавлення лицарського достоїнства перетворювало їхніх нащадків у справжніх кріпаків.

## Лицарська поезія, література та ігри
- основна стаття  — Лицарський роман
- основна стаття  — Лицарська поезія

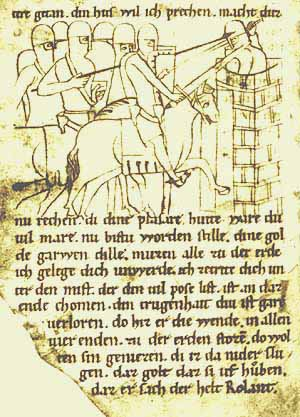
Сторінка з «Пісні про Роланда»

Формування лицарської літератури пов'язане з відкриттям індивідуальності, початком руху від типологічно-символічного нехтування окремою особистістю до спроб розкрити її внутрішній світ. Суворий і кровожерний воїн більш ранніх епох перетворюється на вишуканого лицаря, література про якого переключає увагу з його злитності з народом до суто індивідуальних проявів — кохання (куртуазна поезія) та особистих подвигів (лицарський роман). Паралельно з'являється й поняття індивідуального авторства. Лицарська поезія представлена лірикою трубадурів (Бернарт де Вентадорн), труверів і міннезінгерів (Вальтер фон дер Фогельвейде), а лицарський роман переважно циклом про легендарного короля Артура (Кретьєн де Труа, Вольфрам фон Ешенбах).
Лицарські доблесті 
- мужність (pronesse)
- вірність (loyauté)
- щедрість (largesse)
- розсудливість (le sens)

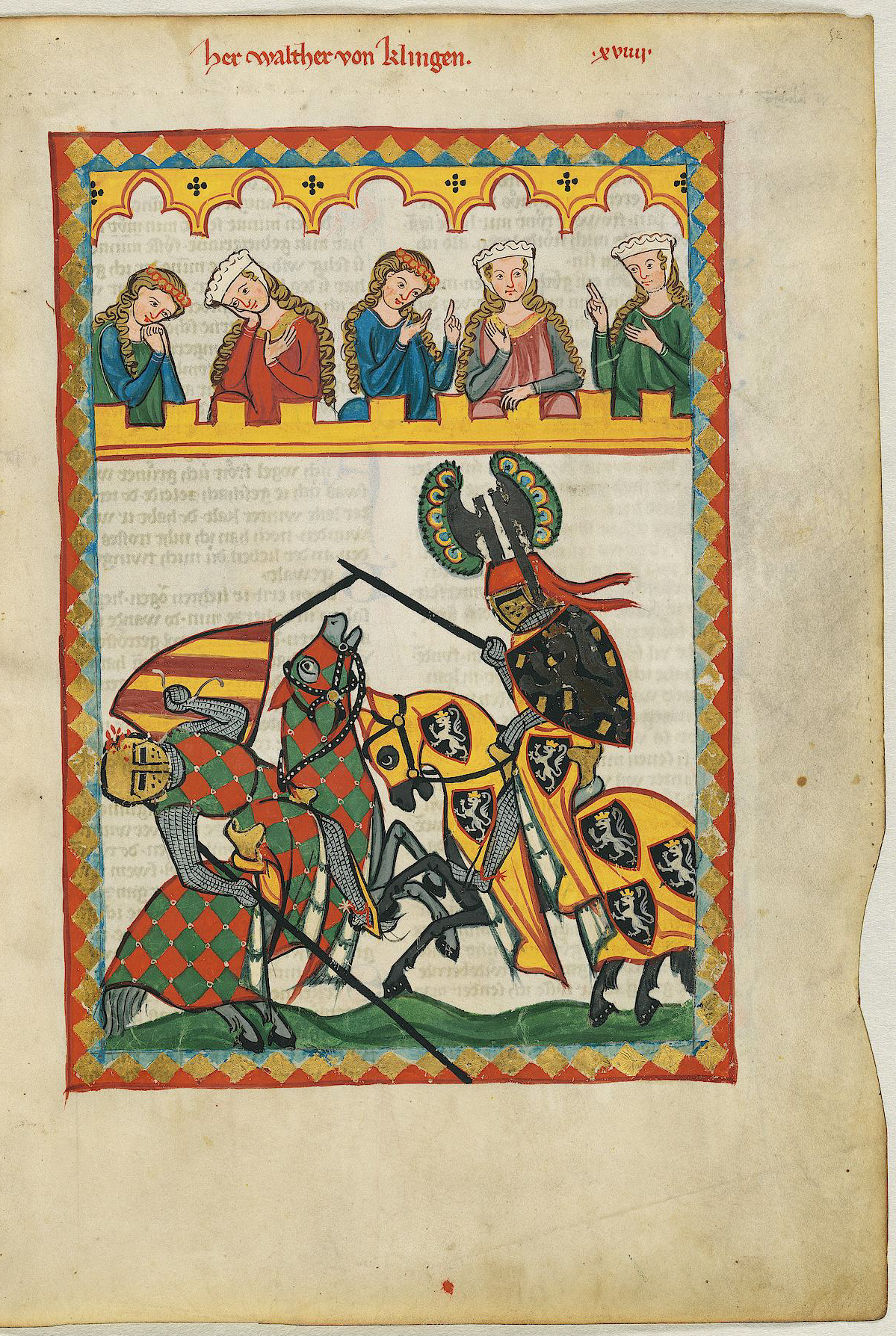
Зображення турніру. Вальтер фон Клінґен (Codex Manesse)

- витончене спілкування, куртуазність (courtoisie)
- почуття честі, гонору (honneur)
- вільність (franchisse)

Лицарські заповіді
- бути віруючим християнином
- охороняти церкву і Євангеліє
- захищати слабких
- любити батьківщину
- бути мужнім в битві
- коритися і бути вірним сеньйору
- говорити правду і тримати своє слово
- берегти чистоту моралі
- бути щедрим
- боротися проти зла і захищати добро тощо

Пізніше романи «Круглого Столу», трувери і міннезінгери поетизують придворне лицарство XIII ст. Серед вершників-міністеріалів і зброєносців, які заслуговують на лицарські шпори при дворах сюзеренів, міг виникнути і культ дам; покора і повага дружині сеньйора, як істоті більш високій, перетворився на поклоніння ідеалу жінки і служіння дамі серця, в основному одруженій жінці, що стоїть за суспільним положенням вище за шанувальника. Столітня війна між Францією і Англією у XIV ст. внесла ідею «національної честі» в середовище лицарів обох ворожих країн.
ГраСтворена сучасна гра на основі історії Лицарів Тамплієрів — «Knights of the Temple 2».

## Озброєння і тактика

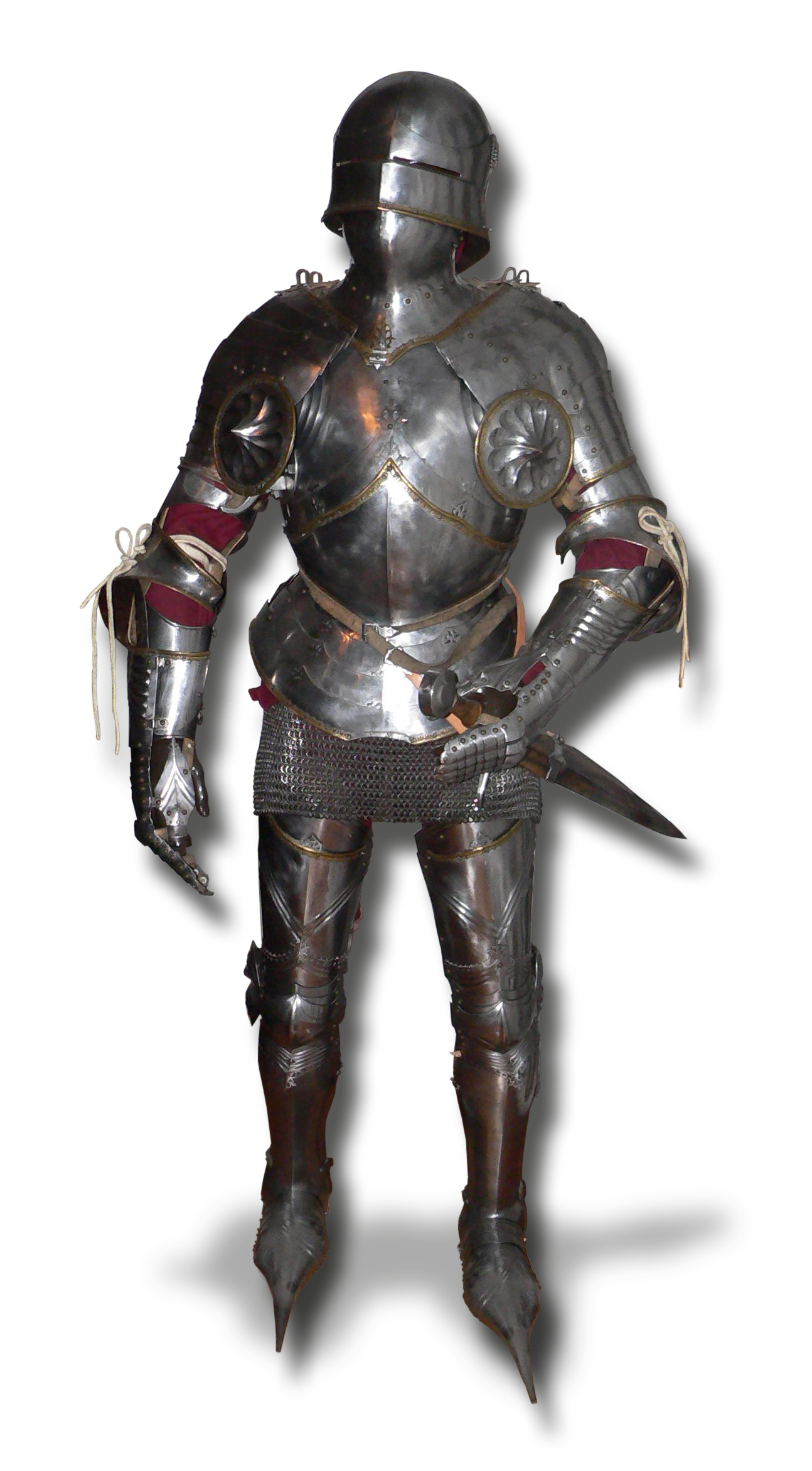
Лицарські обладунки 15 ст.

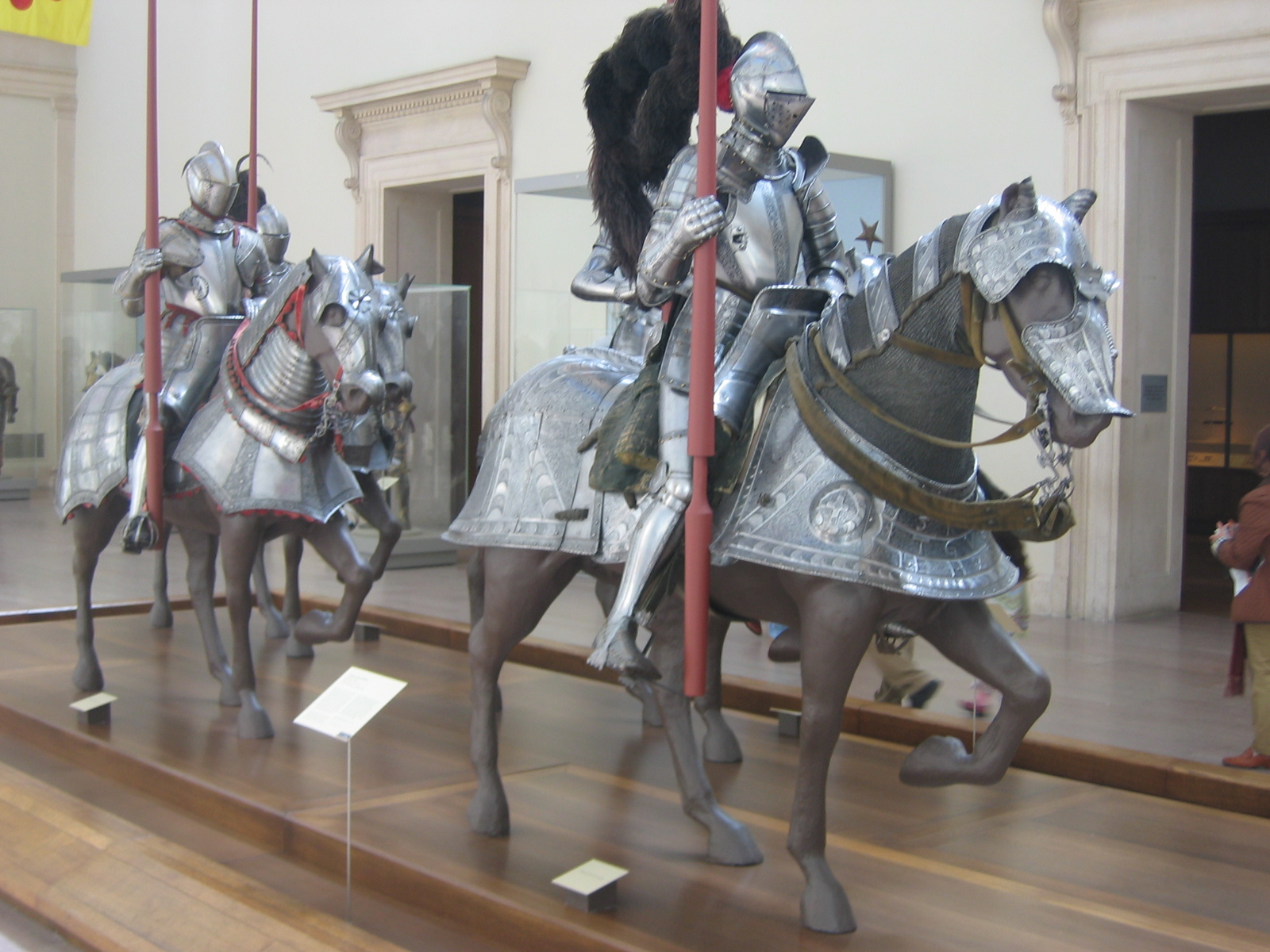
Озброєння лицаря. Метрополітен-музей, Нью-Йорк

У XI—XII ст. важкоозброєні лицарі захищали себе тільки кольчугами, а легкоозброєні вершники йшли в бій абсолютно без металевих обладунків. У XIII ст., у міру того як важкоозброєна кіннота запасається нагрудниками і корсетами, у легкоозброєних вершників з'являються кольчуги.
Кожен важкоозброєний лицар брав з собою в битву трьох коней (звичайно типу дестріє) і одного, двох або трьох зброєносців, яких, зазвичай, набирали із залежних людей або лицарських синів, що не отримали присвячення в лицарі. Зброєносці спочатку йшли в битву пішими і під час сутичок залишалися позаду, із запасними кіньми і зброєю. Коли в XIV ст. серед лицарів укоренився звичай спішуватись під час битви, то зброєносці стали набиратися з легких вершників; рахунок лицарському війську став йти по «списах», рахуючи трьох вершників як один лицарський спис. На Рейні для тієї ж лицарської одиниці з'явилася назва «gleve» (glaive).
Звичайною побудовою для загону лицарів у Середньовіччі був клин (cuneus). Такий «клин» міг складатися з декількох сотень лицарів, а іноді і з декількох тисяч. Найчастіше все лицарське військо вибудовувалося перед битвою в три бойові лінії, одна за одною, а кожна бойова лінія розпадалася на «клини» і мала центр і два крила.
У Франції зародилися лицарські турніри і вже звідти проникли до Німеччини і Англії (couflictus gallici).

## Лицарські ордени
Основна стаття — Лицарські ордени
Лицарі Середньовіччя об'єднувались в організації, які назвались орденами (анг. order). Ордени були як світськими так і духовними.
Перші релігійні ордени лицарів було створено під час хрестових походів для захисту, супроводу, догляду за прочанами до Святої землі і святих місць і захисту від мусульман. Умовами для членів ордену були бідність, цнотливість, послух і військова служба. З середини 14-го Століття ордени давали надійну базу для влади монарха.
Серед основних — Мальтійський орден, Орден Підв'язки, Орден святого Гумберта , Орден тамплієрів.

### Сучасні лицарські рухи в Україні
Всеукраїнське Поважне Товариство, Орден Данила Галицького, Лицарський орден Паладинів, Суверенний Християнський Лицарський Орден Святого Архистратига Михаїла, Українське лицарство «Залізняк».

## Замки
- Основна стаття — Середньовічні замки Європи

Замки мали коло завдань, найважливішими з яких були військові та адміністративні. Як і інші оборонні споруди, замки могло бути використано як бази для операцій на ворожій території.
Зі становленням лицарства по всій Європі лицарі споруджують оборонні споруди — Замки в основному з каменя. Пам'ятками середньовічного лицарства залишаються замки XII — XIV ст. Із виродженням лицарства такі замки перетворювалися іноді в розбійницькі гнізда, опорні пункти для систематичного грабунку сусідів і подорожніх. Рудольфу Габсбурзькому належить честь знищення в Німеччині великого числа розбійницьких гнізд таких лицарів-грабіжників.
При широкому застосуванні у війнах вогнепальної зброї, а, особливо, після винайдення вибухівки, оборонне значення замків зникає і їх припиняють будувати, хоча ще деякий час їх зводять із декоративною метою.

### Лицарські замки в Україні
- Основна стаття — Замки України

На території України існує багато лицарських замків, здебільш у Західній Україні. Серед основних — Кам'янець-Подільська фортеця, Генуезька фортеця у м. Судак, Олеський замок, Збаразький замок, Луцький замок.

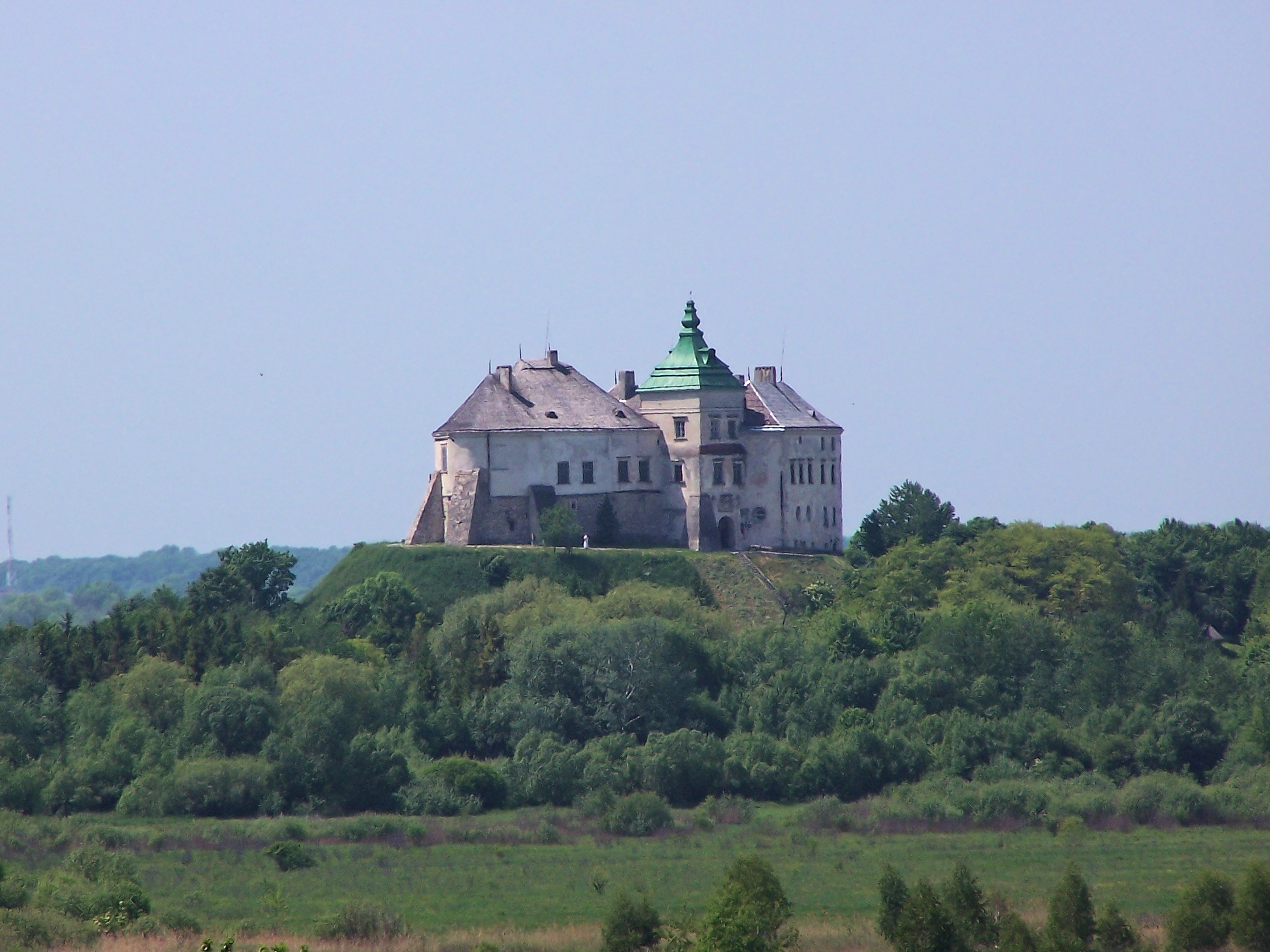
Олеський замок
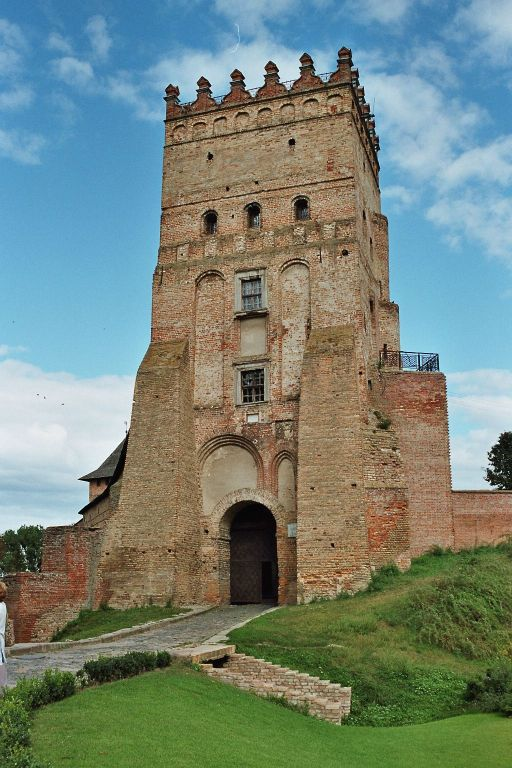
В'їзна вежа Луцького замку
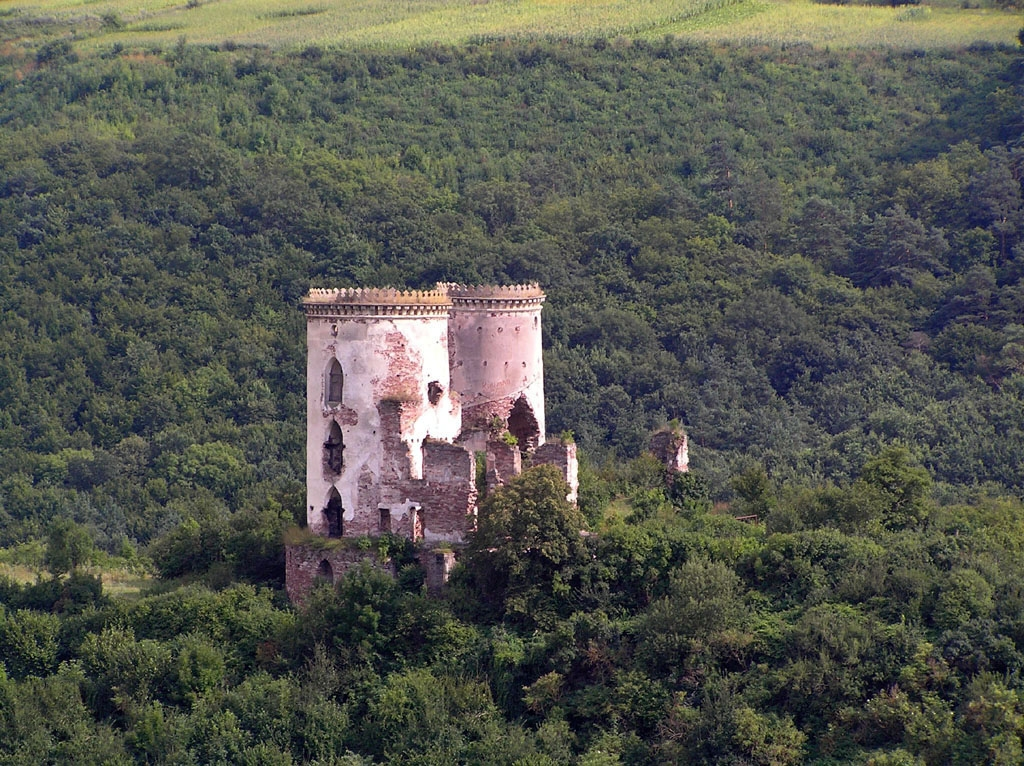
Червоногородський замок

## Вшанування
У містах Коломия, Харків є вулиця Лицарська.

## Інтернет-ресурси
- Історія лицарства